# 크레이지 파크
《크레이지 파크》(Crazy Park)는 넥슨(이후 넥슨 코리아)의 로두마니 스튜디오에서 개발한, 꼬마 캐릭터들이 주연로 나오는 게임시리즈이다.

## 메인 시리즈

### 서비스 중
- 《크레이지 아케이드》 (2001년 ~ )
- 《크레이지레이싱 카트라이더》 (2004년 ~ )
- 《크레이지슈팅 버블파이터》 (2009년 ~ )
- 《카트라이더 러쉬플러스》 (2020년 5월 12일 오전 10시 ~ )
- 《카트라이더 드리프트》 (PC 2019년, 모바일 2023년 ~ )

### 서비스 종료
- 《크레이지레이싱 에어라이더》 (2009년 ~ 2012년)

## 미디어 믹스
- 《BnB 어드벤쳐》 (PC 게임, 2002년 출시)
- 《크레이지 아케이드 대모험 2: 지옥불마왕의 부활》 (PC 게임, 2003년 출시)
- 《다오배찌 붐힐대소동》 (애니메이션, 2007년 첫방영)

## 등장인물
남성 캐릭터는 ♂, 여성 캐릭터는 ♀로 표시한다.

### 주연
- 다오♂
- 배찌(불명)
- 모스♂
- 에띠♂
- 케피♂
- 우니♂
- 디지니♀
- 마리드♀

### 조연
- 수♀
- 티이라♀
- 라비♀
- 두찌♂

### 악역
- 로두마니♂
- 투탑♂